# Ambulyx dohertyi
Espèce
Ambulyx dohertyi est une espèce d'insectes lépidoptères de la famille des Sphingidae, sous-famille des Smerinthinae, tribu des Ambulycini, et du genre Ambulyx.

## Description
L'espèce est similaire à Ambulyx moorei et Ambulyx semifervens, mais la bande verdâtre qui traverse la tegula est plus nette et plus large, elle continue sur le métanotum en s'elargissant. Les adultes sont dimorphes. Les mâles ont des ailes antérieures à motifs bruns, chacun avec trois taches vert très sombre bordé de blanc. Les ailes postérieures sont en jaune et orange. Les femelles ont des ailes antérieures brun foncé violacé et des ailes postérieures plus foncées, avec des motifs semblables à ceux du mâle.

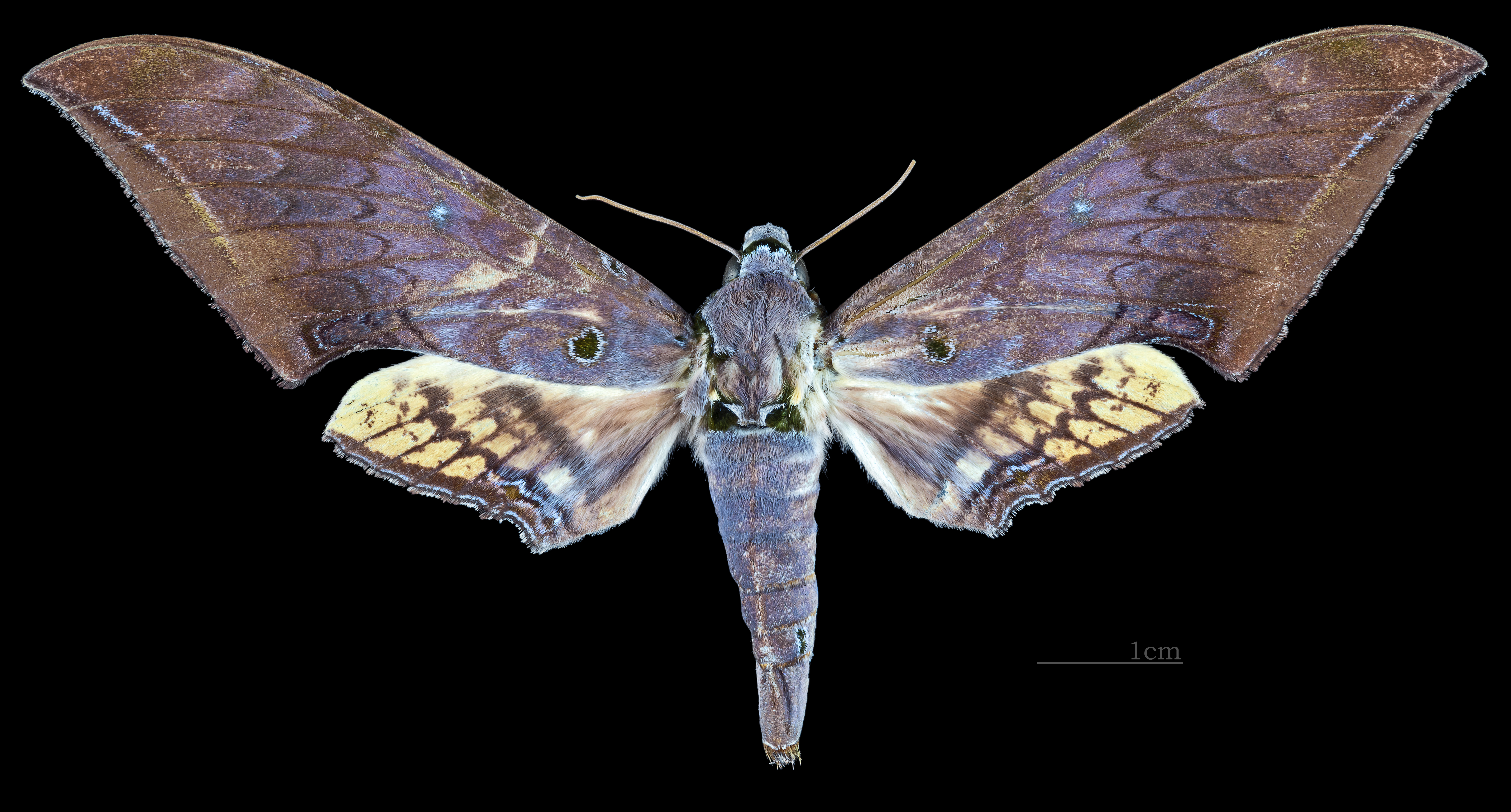
Face dorsale de la femelle (coll.MHNT)
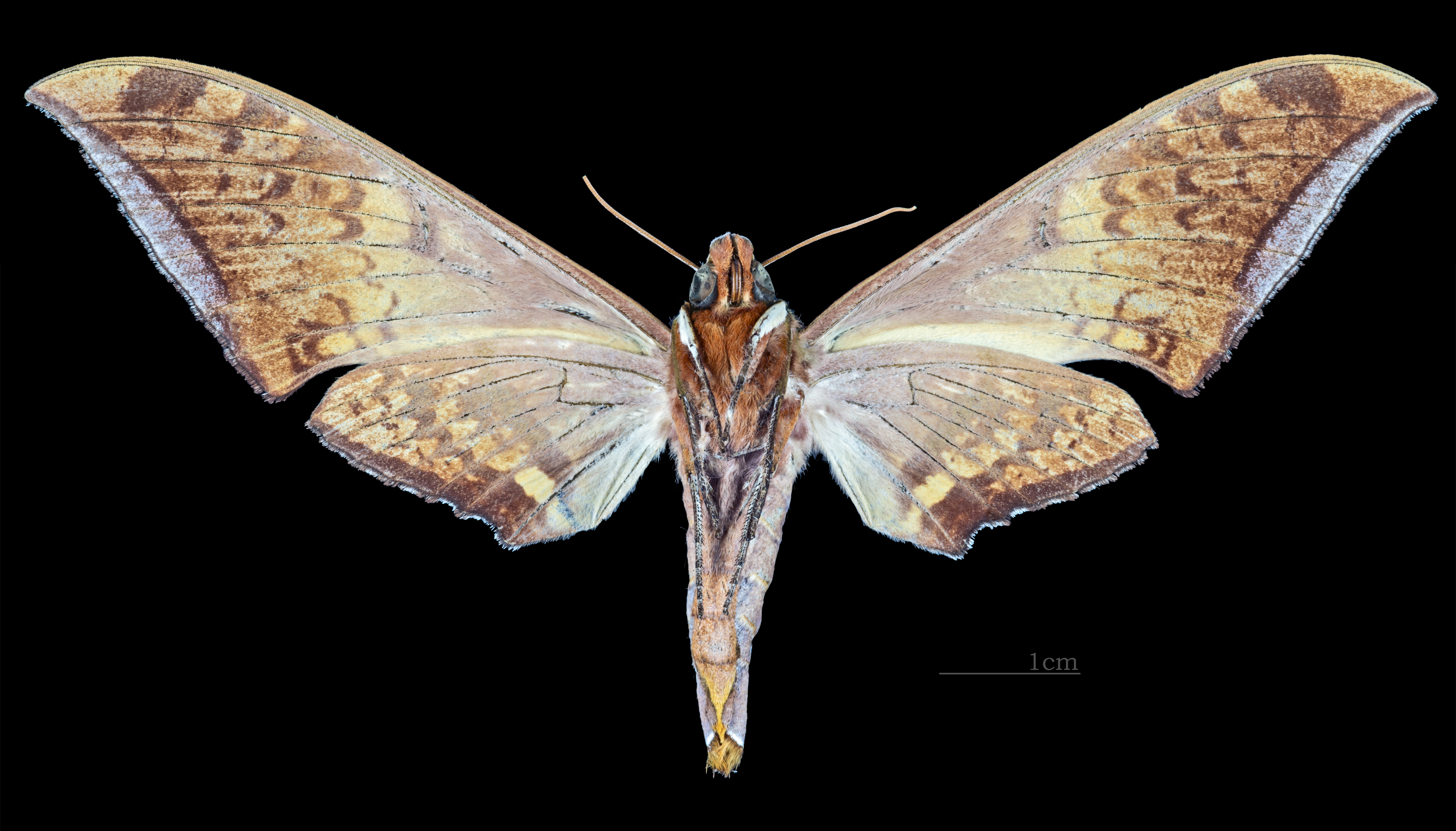
Face ventrale de la femelle (coll.MHNT)

## Distribution
L'espèce est connue dans les îles Salomon, en Papouasie-Nouvelle-Guinée et en Australie Queensland.

## Biologie
Les larves se nourrissent sur les espèces du genre Lagerstroemia

## Systématique
- L'espèce Ambulyx dohertyi a été décrite par l'entomologiste britannique Lionel Walter Rothschild, en 1894[1].
- La localité type est la Baie Yos Sudarso, en Papouasie

### Synonymie
- Ambulyx annulifera Swinhoe, 1892
- Oxyambulyx dohertyi queenslandi Clark, 1928
- Oxyambulyx dohertyi salomonis Rothschild & Jordan, 1903

### Liste des sous-espèces
- Ambulyx dohertyi dohertyi
- Ambulyx dohertyi novobritannica Brechlin & Kitching, 2010 (Papouasie-Nouvelle-Guinée)
- Ambulyx dohertyi novoirlandensis Brechlin & Kitching, 2010 (Papouasie-Nouvelle-Guinée)
- Ambulyx dohertyi queenslandi Clark, 1928 (Papouasie-Nouvelle-Guinée, Queensland)
- Ambulyx dohertyi salomonis (Rothschild & Jordan, 1903) (Iles Solomon)